# Bugaj Sędowski
Bugaj Sędowski – przysiółek wsi Wola Lubecka w Polsce, położony w województwie świętokrzyskim, w powiecie jędrzejowskim, w gminie Wodzisław.
W latach 1975–1998 przysiółek należał administracyjnie do województwa kieleckiego.